# Kolej linowo-terenowa w Skansenie
Kolej linowo-terenowa w Skansenie (szw. Skansens bergbana) – elektryczna kolej linowo-terenowa na terenie Skansenu w stolicy Szwecji, Sztokholmie. Łączy tereny muzeum położone na różnych wysokościach (dolna stacja znajduje się na terenie zwanym Hazeliussporten).
Linię otwarto 18 kwietnia 1973 (budowniczym było przedsiębiorstwo Von Roll). Ma wąski rozstaw szyn (1000 mm). Jej długość to 196,4 metra przy różnicy poziomów między stacjami 34,67 metra. Nachylenie torowiska wynosi 9,1-24,7%. Wagony są umocowane do 250-metrowej liny o przekroju 17 mm. Czas jazdy z prędkością 0,8 m/s wynosi półtorej minuty.
Dwa wagony mają długość 5,85 metra, szerokość 1,95 metra i ważą po pięć ton. Mieszczą po 45 pasażerów. Operatorem przewozów jest przedsiębiorstwo Skansens Bergbane AB.

## Galeria

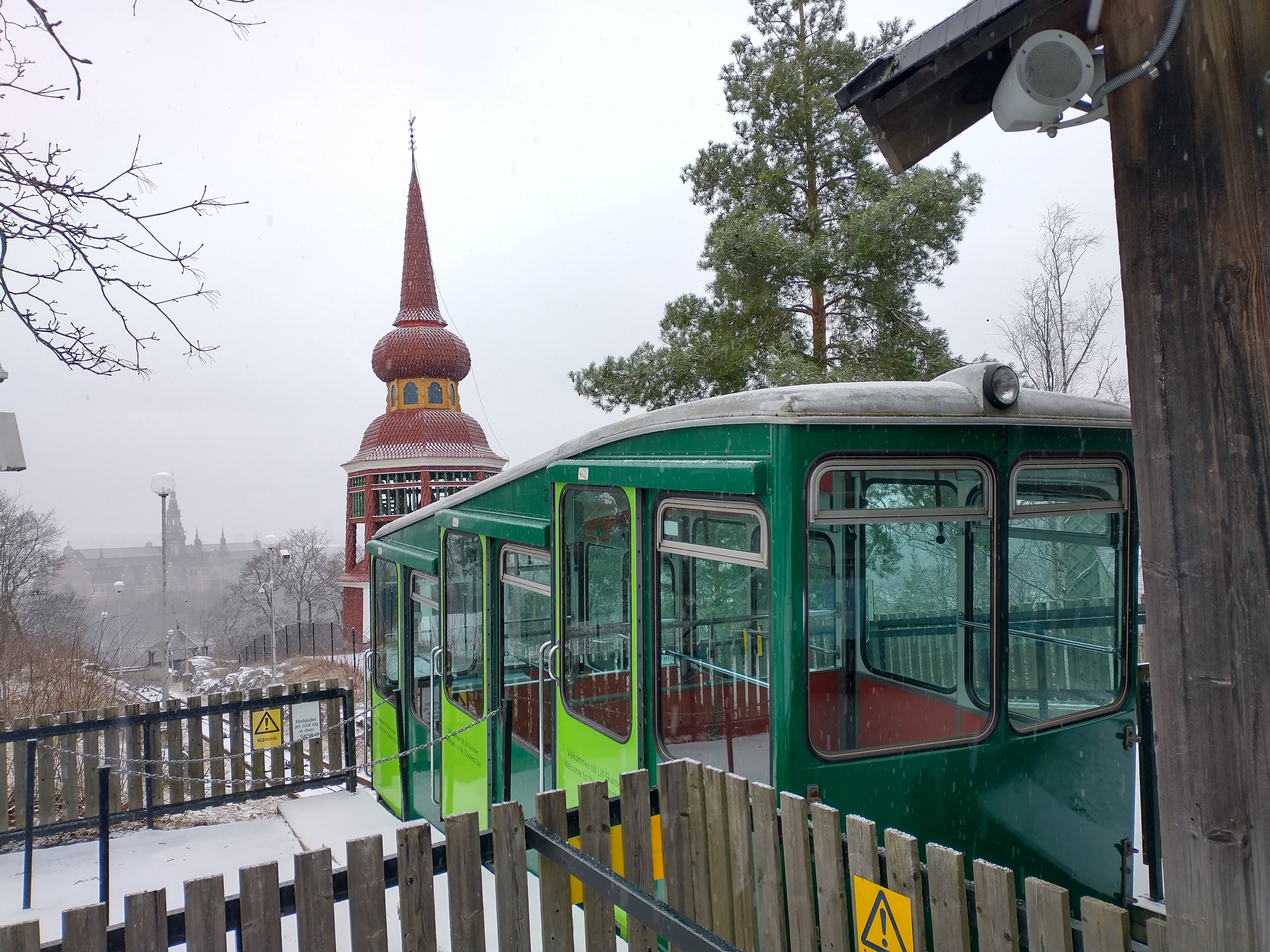
Stacja górna
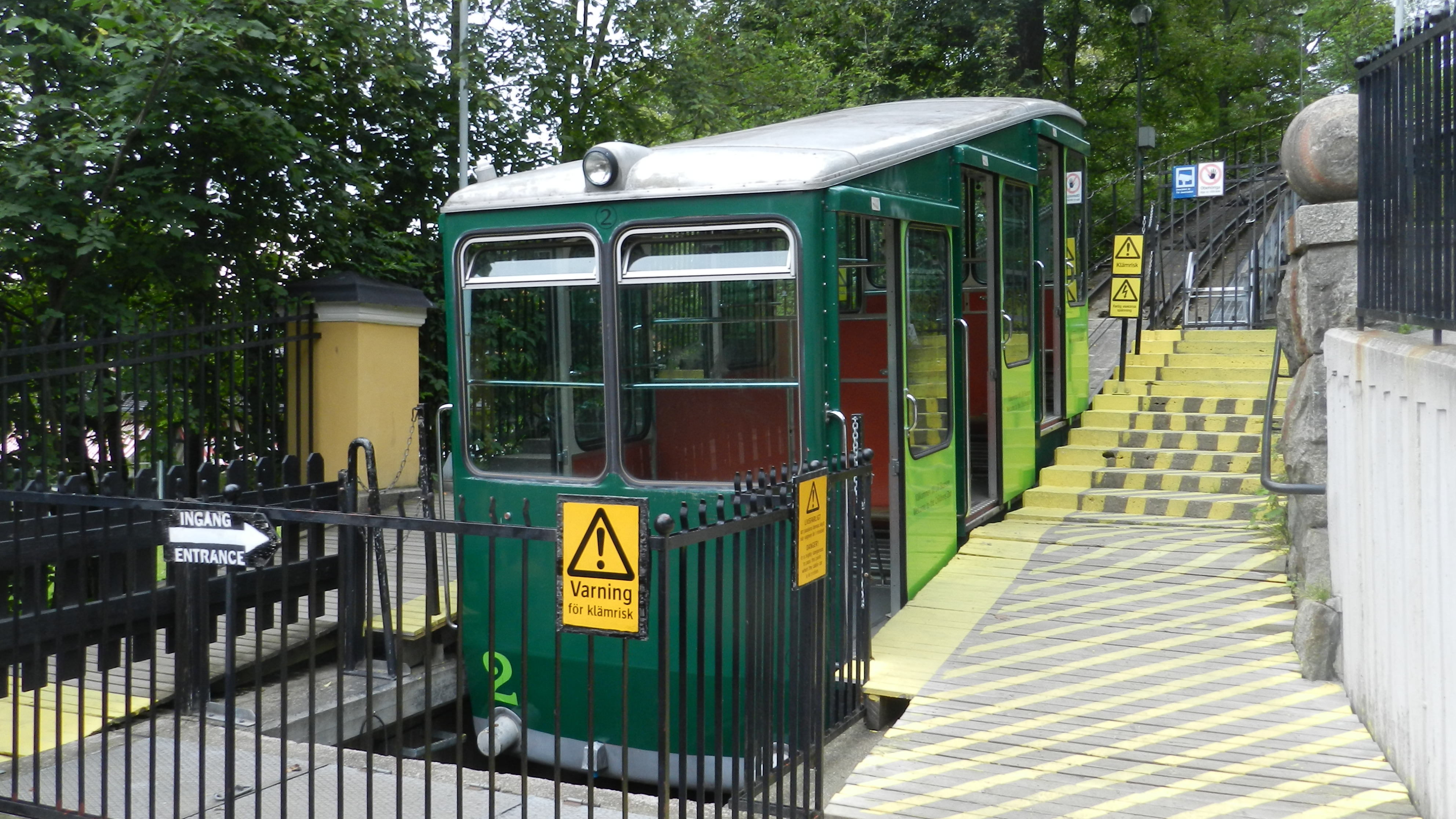
Stacja dolna
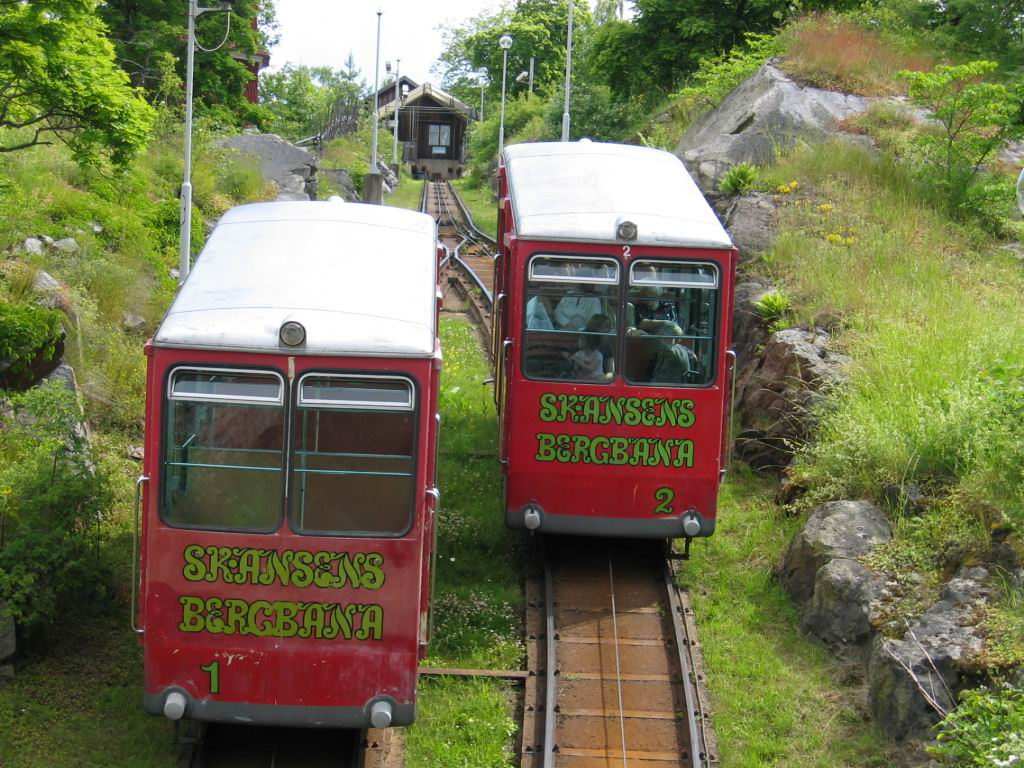
Wagony w starym malowaniu